# Кандія-Канавезе
Кандія-Канавезе (італ. Candia Canavese, п'єм. Candia) — муніципалітет в Італії, у регіоні П'ємонт,  метрополійне місто Турин.
Кандія-Канавезе розташована на відстані близько 540 км на північний захід від Рима, 33 км на північний схід від Турина.

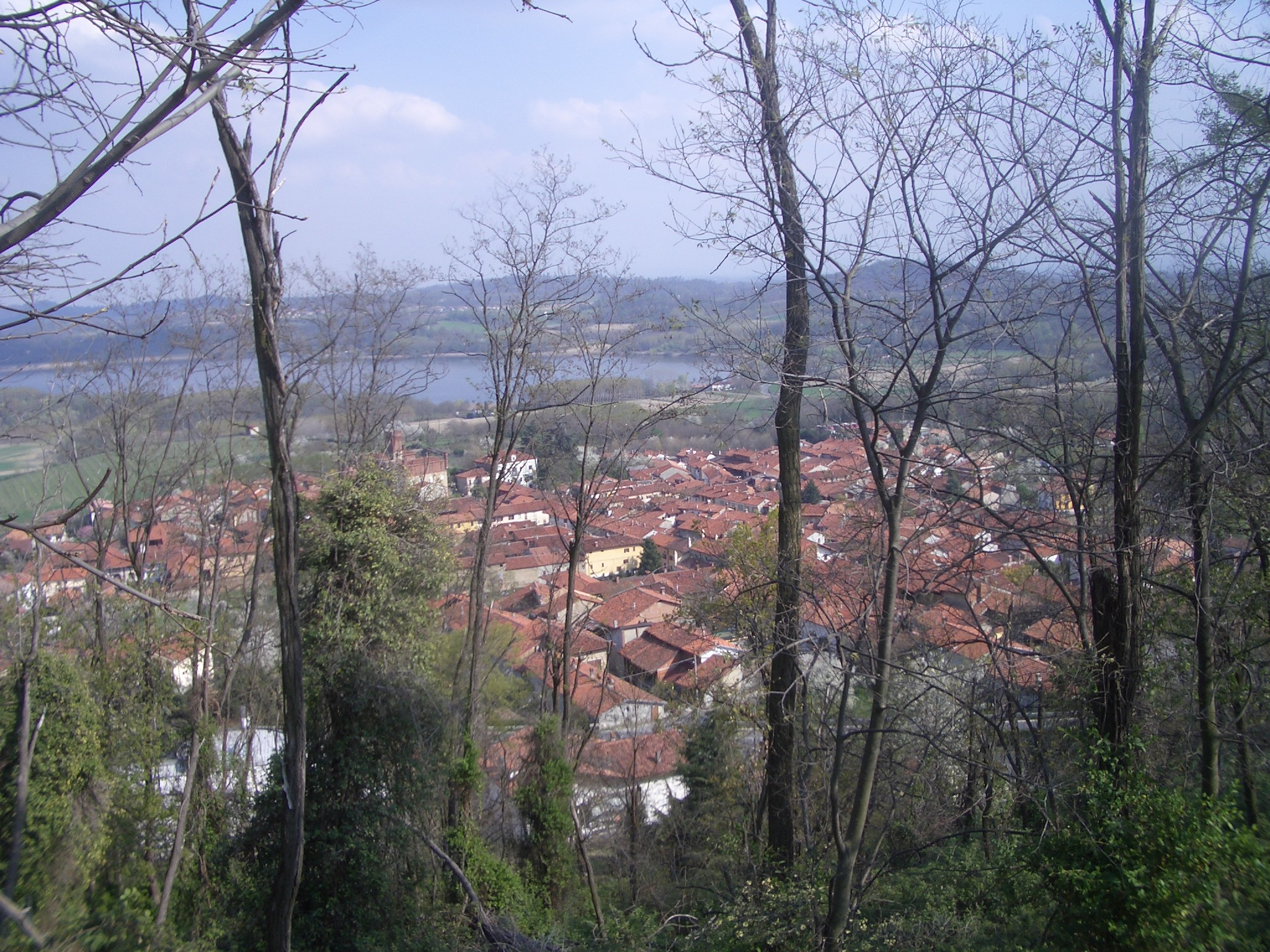

Населення — 1281 особа (2014).

## Демографія
Населення за роками:

Станом на 1 січня 2023 року в муніципалітеті офіційно проживало 112 іноземців з 15 країн, серед них 93 громадяни країн Євросоюзу та 1 громадянин України.

## Сусідні муніципалітети
- Бароне-Канавезе
- Калузо
- Мацце
- Мерченаско
- Страмбіно
- Віске